# Albin Schlehahn

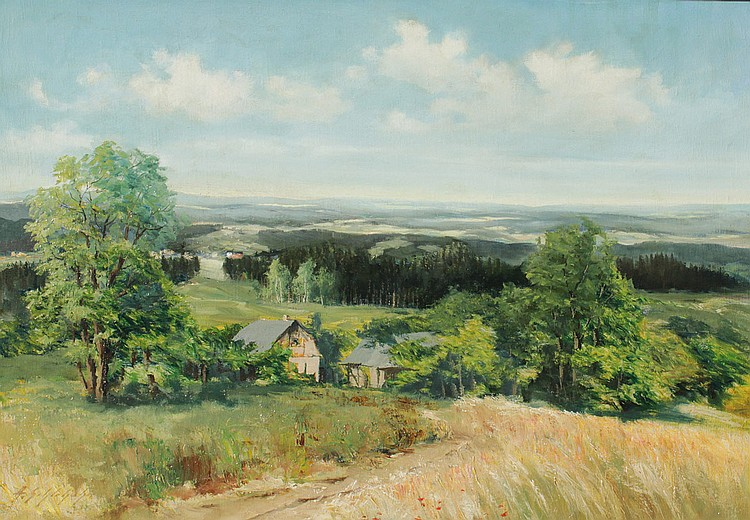
Panoramalandschaft mit Bauernhaus

Albin Schlehahn (* 1. Juli 1870 in Eichigt; † 23. August 1939 in Jößnitz) war ein deutscher Landschafts- und Blumenmaler.
Schlehahn verbrachte seine Kindheit bei Jößnitz, besuchte die Plauener Kunstschule und eine private Münchner Malschule, studierte ab dem 2. Mai 1899 an der Königlichen Akademie der Künste in München bei Gabriel von Hackl.
Nach dem Studium unternahm Schlehahn Studienreisen nach Tirol, wanderte gemeinsam mit Albin Enders durch den Schwarzwald und die Fränkische Schweiz. Schlehahn war Mitglied der „Malergruppe Vogtland“. Fast sein ganzes Leben war er in Plauen und Jößnitz tätig, seine Landschaftsbilder sind dem Vogtland gewidmet.
Eine Straße in Jößnitz wurde nach Albin Schlehahn benannt.